# Leiodesmus major
Leiodesmus major är en mångfotingart som beskrevs av Filippo Silvestri 1897. Leiodesmus major ingår i släktet Leiodesmus och familjen Chelodesmidae. Inga underarter finns listade i Catalogue of Life.